# Acquaiolo (Parzanica)
Acquaiolo [akːwaˈjɔːlo] è una delle due frazioni del comune di Parzanica, situato su un'altura alla destra orografica del Lago d'Iseo, in provincia di Bergamo.

## Caratteristiche
Il nome Acquaiolo deriva dal fatto che nella zona vi è la presenza di numerose sorgenti e vallate ricche di acqua, un tempo risorsa preziosa per l'economia, basata sullo sfruttamento agro-silvo-pastorale. L'abitato, di circa 50 abitanti, non ha perso i tratti tipici del borgo montano, con case in pietra e strette mulattiere. Nel 1999 è stata inaugurata la nuova e più agevole strada di collegamento con il comune confinante di Tavernola Bergamasca, senza più dover oltrepassare Vigolo; da qui è nato un nuovo impulso che ha creato un vero e proprio boom edilizio nell'ambito delle abitazioni di villeggiatura.
La chiesetta e dedicato a San Mauro.
La frazione dà accesso a due strade/mulattiere cimentate, uno che porta a località Casarola e uno che porta a località Gae. Questo ultimo porta anche al cimitero di Parzanica e il borgo principale.
Un monumento per Alpini esiste ad Acquaiolo, così come una panchina rossa istituita nel 2021 come simbolo della lotta alla violenza sulle donne.